# Godfrey Binaisa
Godfrey Lukongwa Binaisa (* 30. Mai 1920 in Mityana; † 5. August 2010 in Kampala) war vom 20. Juni 1979 bis zum 11. Mai 1980 Präsident von Uganda.
Nachdem Binaisa das King’s College in Budo und das Makerere College besucht hatte, studierte er Rechtswissenschaften an King’s College London in England und war, als er in den 1950er Jahren nach Uganda zurückkehrte, einer der ersten Barrister im Lande. Er wurde zunächst Mitglied des Uganda National Congress und ab 1957 der United Congress Party. Vor der Unabhängigkeit Ugandas 1962 wechselte er zum Uganda People’s Congress, der die erste Regierung des unabhängigen Landes stellte, in der Binaisa von 1962 bis 1968 Justizminister war. Ab 1969 arbeitete er wieder als Anwalt, ging aber in den 1970er Jahren nach der Machtübernahme Idi Amins ins selbstgewählte Exil in die USA, wo er in Mount Vernon als Anwalt arbeitete und besonders in der Exilopposition aktiv war.
Nach dem Sturz Amins kehrte Binaisa im April 1979 nach Uganda zurück. Er löste am 20. Juni 1979 Yusuf Lule als Präsident ab, nachdem dieser unter Einflussnahme des tansanischen Präsidenten Julius Nyerere, dessen Truppen nach der Mithilfe am Sturz Amins 1979 noch in Uganda stationiert waren, sein Amt abgeben musste. Binaisa selbst wurde aber bereits am 11. Mai 1980 durch einen von Paulo Muwanga organisierten Militärputsch gestürzt, nachdem er versucht hatte, die Macht der Führer der verschiedenen paramilitärischen Truppen, die nach dem Umsturz der Amin-Regierung noch vorhanden waren, zu begrenzen.
Während der 1980er und 1990er Jahre lebte er in New York, wo er als Jurist arbeitete. 2002 kehrte er nach Uganda zurück, wurde aber nicht mehr juristisch oder politisch aktiv. Er war der bisher einzige Ugander, der die Auszeichnung als Kronanwalt bekam.